# Meir (Album)
Meir (norwegisch mehr) ist das zweite Studioalbum der norwegischen Rock-Band Kvelertak. Es erschien am 25. März 2013 bei Sony Music Scandinavia in Skandinavien, bei Roadrunner Records weltweit und bei Indie Recordings auf Schallplatte.

## Entstehung und Stil
Der Stil des Albums wurde mit „Turbonegro meets Black Metal“ umrissen. Es wurde wie der Vorgänger von Kurt Ballou von Converge produziert. Es wurde Mitte 2012 in den GodCity Studios in Salem, Massachusetts aufgenommen. Die Coverillustration stammt von John Dyer Baizley von Baroness. Drei Musikvideos wurden veröffentlicht, zu Bruane Brenn, Manelyst und dem Song Kvelertak.

## Rezeption
Im Magazin Rock Hard wurde Meir Album des Monats. Boris Kaiser schrieb, man solle es der Band nicht zum Vorwurf machen, dass sie sich mit dem Album nicht neu erfände, „denn noch ist sie zweifellos in der 'Hallo, hier sind wir!'-Phase ihrer Karriere.“ Er vergab acht von zehn Punkten. Im Metal Hammer vergab Petra Schurer sechs von sieben Punkten. Sie schrieb, Kvelertak nähmen „das Bewährte und bauen es gefühlvoll und mit viel Liebe zum Detail weiter aus. (...) Mehr Thin Lizzy, weniger Turbonegro, könnte man es auf den Punkt bringen.“ Das Album wurde mit dem Spellemannprisen in der Kategorie Metal ausgezeichnet.

## Titelliste
1. Åpenbaring – 3:06
2. Spring Fra Livet – 3:34
3. Trepan – 3:39
4. Bruane Brenn – 4:07
5. Evig Vandrar – 2:48
6. Snilepisk – 2:52
7. Månelyst – 3:10
8. Nekrokosmos – 6:40
9. Undertro – 6:25
10. Tordenbrak – 8:53
11. Kvelertak – 3:49